# Benjamin Nygren
Erik Benjamin Nygren (Göteborg, 8 luglio 2001) è un calciatore svedese, attaccante del Celtic.

## Caratteristiche tecniche
È un centravanti molto mobile che può giocare anche come seconda punta.

## Carriera

### Club
Cresciuto nel settore giovanile dell'IFK Göteborg, ha esordito in prima squadra il 23 agosto 2018 in occasione dell'incontro di Svenska Cupen perso 2-0 contro il Djurgården. Si è messo in luce realizzando 5 reti nelle sue prime 7 partite di campionato disputate in carriera (rispettivamente le ultime tre giornate dell'Allsvenskan 2018 e le prime dell'Allsvenskan 2019). È poi rimasto in rosa fino al giugno del 2019, quando la dirigenza biancoblu lo ha venduto anche a fronte della precaria situazione economica della società, in quella che è stata la cessione più remunerativa della storia del club vista la somma riportata di 5 milioni di euro. La sua parentesi all'IFK Göteborg si è conclusa con 6 reti in 15 gare di Allsvenskan.
Il 20 giugno 2019, dunque, Nygren è stato acquistato dai campioni del Belgio in carica del Genk, con cui ha debuttato il 20 luglio seguente nella Supercoppa del Belgio vinta 2-0 contro il Malines. È stato poi schierato titolare sia il 26 luglio nella prima giornata della Pro League 2019-2020 contro il Kortrijk (durante la quale ha segnato, dando il via alla rimonta per il 2-1 finale) che nella seconda giornata, nuovamente contro il Malines, venendo però sostituito all'intervallo. Da quel momento in poi, con due sole partite all'attivo in campionato, l'attaccante svedese è stato escluso dal tecnico Felice Mazzù, che lo ha sempre relegato o in tribuna o in panchina senza mai farlo scendere in campo, ad eccezione di una rapida apparizione da titolare in Coppa del Belgio contro i dilettanti del Ronse. Il 12 novembre 2019 Mazzù è stato esonerato per mancanza di risultati e sostituito da Hannes Wolf. Nel corso dell'inverno, Nygren ha avuto problemi fisici ed è stato inoltre positivo al COVID-19. A marzo, il torneo belga è stato sospeso a causa della pandemia di COVID-19 e successivamente dichiarato concluso. Le sue uniche due presenze in quel campionato sono dunque rimaste quelle messe a referto mesi prima, nell'estate del 2019. A distanza di oltre un anno, nell'agosto del 2020, Nygren è tornato ad essere utilizzato in campionato, con tre presenze nelle prime quattro giornate della Pro League 2020-2021.
Il 6 ottobre 2020 è stato ceduto agli olandesi dell'Heerenveen con la formula del prestito biennale con diritto di riscatto.
Il 30 gennaio 2022 viene ceduto a titolo definitivo in Danimarca al Nordsjælland.
Il 27 giugno 2025 si trasferisce in Scozia firmando un contratto quinquennale con il Celtic.

### Nazionale
Ha giocato nelle nazionali giovanili svedesi Under-15, Under-16, Under-17, Under-19 ed Under-21.
Esordisce in nazionale maggiore il 22 marzo 2025 nell'amichevole persa per 1-0 contro il Lussemburgo. Tre giorni dopo, sempre in amichevole, realizza la sua prima rete nel successo per 5-1 contro l'Irlanda del Nord.

## Statistiche

### Presenze e reti nei club
Statistiche aggiornate al 18 agosto 2024.
| Stagione             | Squadra              | Campionato           | Campionato | Campionato | Coppe nazionali | Coppe nazionali | Coppe nazionali | Coppe continentali | Coppe continentali | Coppe continentali | Altre coppe | Altre coppe | Altre coppe | Totale | Totale |
| Stagione             | Squadra              | Comp                 | Pres       | Reti       | Comp            | Pres            | Reti            | Comp               | Pres               | Reti               | Comp        | Pres        | Reti        | Pres   | Reti   |
| -------------------- | -------------------- | -------------------- | ---------- | ---------- | --------------- | --------------- | --------------- | ------------------ | ------------------ | ------------------ | ----------- | ----------- | ----------- | ------ | ------ |
| 2018                 | IFK Göteborg         | A                    | 3          | 2          | CS              | 4               | 0               | -                  | -                  | -                  | -           | -           | -           | 7      | 2      |
| 2019                 | IFK Göteborg         | A                    | 12         | 4          | CS              | 0               | 0               | -                  | -                  | -                  | -           | -           | -           | 12     | 4      |
| Totale Göteborg      | Totale Göteborg      | Totale Göteborg      | 15         | 6          |                 | 4               | 0               |                    | -                  | -                  |             | -           | -           | 19     | 6      |
| 2019-2020            | Genk                 | D1                   | 2          | 1          | CB              | 1               | 0               | -                  | -                  | -                  | SB          | 1           | 0           | 4      | 1      |
| 2020-2021            | Genk                 | D1                   | 3          | 0          | CB              | 0               | 0               | -                  | -                  | -                  | -           | -           | -           | 3      | 0      |
| Totale Genk          | Totale Genk          | Totale Genk          | 5          | 1          |                 | 1               | 0               |                    | -                  | -                  |             | 1           | 0           | 7      | 1      |
| 2020-2021            | Heerenveen           | ED                   | 28         | 4          | CO              | 4               | 3               | -                  | -                  | -                  | -           | -           | -           | 32     | 7      |
| 2021-gen. 2022       | Heerenveen           | ED                   | 17         | 0          | CO              | 2               | 0               | -                  | -                  | -                  | -           | -           | -           | 19     | 0      |
| Totale Herenveen     | Totale Herenveen     | Totale Herenveen     | 45         | 4          |                 | 6               | 3               |                    | -                  | -                  |             | -           | -           | 51     | 7      |
| gen.-giu. 2022       | Nordsjælland         | SL                   | 12         | 1          | CD              | 0               | 0               | -                  | -                  | -                  | -           | -           | -           | 12     | 1      |
| 2022-2023            | Nordsjælland         | SL                   | 25         | 3          | CD              | 6               | 3               | -                  | -                  | -                  | -           | -           | -           | 31     | 6      |
| 2023-2024            | Nordsjælland         | SL                   | 20         | 6          | CD              | 3               | 1               | UECL               | 9                  | 5                  | -           | -           | -           | 31     | 12     |
| 2024-2025            | Nordsjælland         | SL                   | 3          | 1          | CD              | 3               | 1               | -                  | -                  | -                  | -           | -           | -           | 3      | 1      |
| Totale Nordsjaelland | Totale Nordsjaelland | Totale Nordsjaelland | 60         | 11         |                 | 9               | 4               |                    | 9                  | 5                  |             | -           | -           | 78     | 20     |
| Totale carriera      | Totale carriera      | Totale carriera      | 125        | 22         |                 | 20              | 7               |                    | 9                  | 5                  |             | 1           | 0           | 155    | 34     |

### Cronologia presenze e reti in nazionale
| Cronologia completa delle presenze e delle reti in nazionale ― Svezia | Cronologia completa delle presenze e delle reti in nazionale ― Svezia | Cronologia completa delle presenze e delle reti in nazionale ― Svezia | Cronologia completa delle presenze e delle reti in nazionale ― Svezia | Cronologia completa delle presenze e delle reti in nazionale ― Svezia | Cronologia completa delle presenze e delle reti in nazionale ― Svezia | Cronologia completa delle presenze e delle reti in nazionale ― Svezia | Cronologia completa delle presenze e delle reti in nazionale ― Svezia |
| Data                                                                  | Città                                                                 | In casa                                                               | Risultato                                                             | Ospiti                                                                | Competizione                                                          | Reti                                                                  | Note                                                                  |
| --------------------------------------------------------------------- | --------------------------------------------------------------------- | --------------------------------------------------------------------- | --------------------------------------------------------------------- | --------------------------------------------------------------------- | --------------------------------------------------------------------- | --------------------------------------------------------------------- | --------------------------------------------------------------------- |
| 22-3-2025                                                             | Lussemburgo                                                           | Lussemburgo                                                           | 1 – 0                                                                 | Svezia                                                                | Amichevole                                                            | -                                                                     |                                                                       |
| 25-3-2025                                                             | Solna                                                                 | Svezia                                                                | 5 – 1                                                                 | Irlanda del Nord                                                      | Amichevole                                                            | 1                                                                     | 86’                                                                   |
| 6-6-2025                                                              | Budapest                                                              | Ungheria                                                              | 0 – 2                                                                 | Svezia                                                                | Amichevole                                                            | 1                                                                     |                                                                       |
| 10-6-2025                                                             | Solna                                                                 | Svezia                                                                | 4 – 3                                                                 | Algeria                                                               | Amichevole                                                            | -                                                                     | 79’                                                                   |
| Totale                                                                |                                                                       | Presenze                                                              | 4                                                                     |                                                                       | Reti                                                                  | 2                                                                     |                                                                       |

## Palmarès

### Club

#### Competizioni nazionali
- Supercoppa del Belgio: 1

Genk: 2019